# 博尔姆
博尔姆（法語：Baulmes，法語發音：[bolm]）是瑞士联邦西部法语区的沃州下设的一个市镇。在行政上属于沃州北汝拉区管辖。博尔姆的总面积为22.53平方公里。截至2007年，总人口为959。